# 베셀 부등식
함수해석학에서, 베셀 부등식(Bessel不等式, 영어: Bessel’s inequality)은 내적 공간 속의 벡터의 정규 직교 수열에 대한 계수가 만족시키는 부등식이다.

## 정의
실수체 또는 복소수체 {\displaystyle \mathbb {K} \in \{\mathbb {R} ,\mathbb {C} \}} 위의 내적 공간 {\displaystyle (V,\langle \cdot ,\cdot \rangle )} 속의 정규 직교 집합 {\displaystyle B\subseteq V}가 주어졌다고 하자. 베셀 부등식에 따르면, 임의의 벡터 {\displaystyle v\in V}에 대하여, 다음이 성립한다.:99:82:83:508–509
{\displaystyle \sum _{e\in B}|\langle v,e\rangle |^{2}\leq \Vert v\Vert ^{2}}
(특히, {\displaystyle \langle v,e\rangle \neq 0}인 {\displaystyle e\in B}는 오직 가산 개만이 존재한다.)
증명:
만약 {\displaystyle B}가 유한 집합이라면, 내적의 쌍선형성과 정규 직교 집합의 정의에 따라 자명하게 성립한다.
만약 {\displaystyle B}가 (가산 또는 비가산) 무한 집합이라면, 베셀 부등식은 다음과 같이 얻을 수 있다. 임의의 유한 집합 {\displaystyle B'\subseteq B}에 대하여,
{\displaystyle {\begin{aligned}0&\leq {\biggl \|}v-\sum _{e\in B'}\langle v,e\rangle e{\biggr \|}^{2}\\&=\|v\|^{2}-2\Re {\biggl (}{\biggl \langle }v,\sum _{e\in B'}\langle v,e\rangle e{\biggr \rangle }{\biggr )}+{\biggl \|}\sum _{e\in B'}\langle v,e\rangle e{\biggr \|}^{2}\\&=\|v\|^{2}-2\Re {\biggl (}\sum _{e\in B'}|\langle v,e\rangle |^{2}{\biggr )}+\sum _{e\in B'}|\langle v,e\rangle |^{2}\\&=\|v\|^{2}-2\sum _{e\in B'}|\langle v,e\rangle |^{2}+\sum _{e\in B'}|\langle v,e\rangle |^{2}\\&=\|v\|^{2}-\sum _{e\in B'}|\langle v,e\rangle |^{2}\end{aligned}}}
만약 {\displaystyle V}가 힐베르트 공간일 경우, 베셀 부등식에서 항등식이 성립할 필요 충분 조건은 {\displaystyle B}가 {\displaystyle V}의 정규 직교 기저인 것이며, 이를 파르스발 항등식이라고 한다. 이 경우 항상
{\displaystyle v=\sum _{e\in B}\langle v,e\rangle e}
이다. 반면, 만약 {\displaystyle B}가 정규 직교 기저가 아닐 경우 위 급수는 (베셀 부등식에 따라 부분합이 코시 열이므로) 수렴하지만, 합이 {\displaystyle v}가 아닐 수 있다.

## 역사
프리드리히 베셀의 이름을 땄다.

## 같이 보기
- 코시-슈바르츠 부등식
- 파르스발의 정리

## 참고 문헌
1. ↑  Athreya, Krishna B.; Lahiri, Soumendra N. (2006). 《Measure Theory and Probability Theory》. Springer Texts in Statistics (영어). New York, NY: Springer. doi:10.1007/978-0-387-35434-7. ISBN 978-0-387-32903-1. ISSN 1431-875X. Zbl 1125.60001.
2. ↑  Saxe, Karen (2001년 12월 7일). 《Beginning Functional Analysis》 (영어). Springer Science & Business Media. ISBN 9780387952246.
3. ↑  Vetterli, Martin; Kovačević, Jelena; Goyal, Vivek K. (2014년 9월 4일). 《Foundations of Signal Processing》 (영어). Cambridge University Press. ISBN 9781139916578.
4. ↑  Zorich, Vladimir A.; Cooke, R. (2004년 1월 22일). 《Mathematical Analysis II》 (영어). Springer Science & Business Media. ISBN 9783540406334.